# Radøy kommun
Radøy kommun (norska: Radøy kommune) var en kommun i landskapet Nordhordland i dåvarande Hordaland fylke i västra Norge. Kommunen omfattade ett område kring ön Radøy, nordväst om staden Bergen. Centralort var tätorten Manger.

## Administrativ historik
Radøy kommun upprättades den 1 januari 1964 genom en sammanslagning av de tidigare kommunerna Hordabø och Manger samt delar av de tidigare kommunerna Austrheim (Straume krets med ön Fesøyna), Herdla (ön Bogno), Lindås (Sletta krets) och Sæbø (huvuddelen förutom Titlands krets och området på ön Holsnøy). Kommunen hade 4 329 invånare vid upprättandet.
Den 31 december 2019 upphörde Radøy kommun då den tillsammans med kommunerna Lindås och Meland slogs ihop till den då nybildade Alvers kommun.

## Bilder

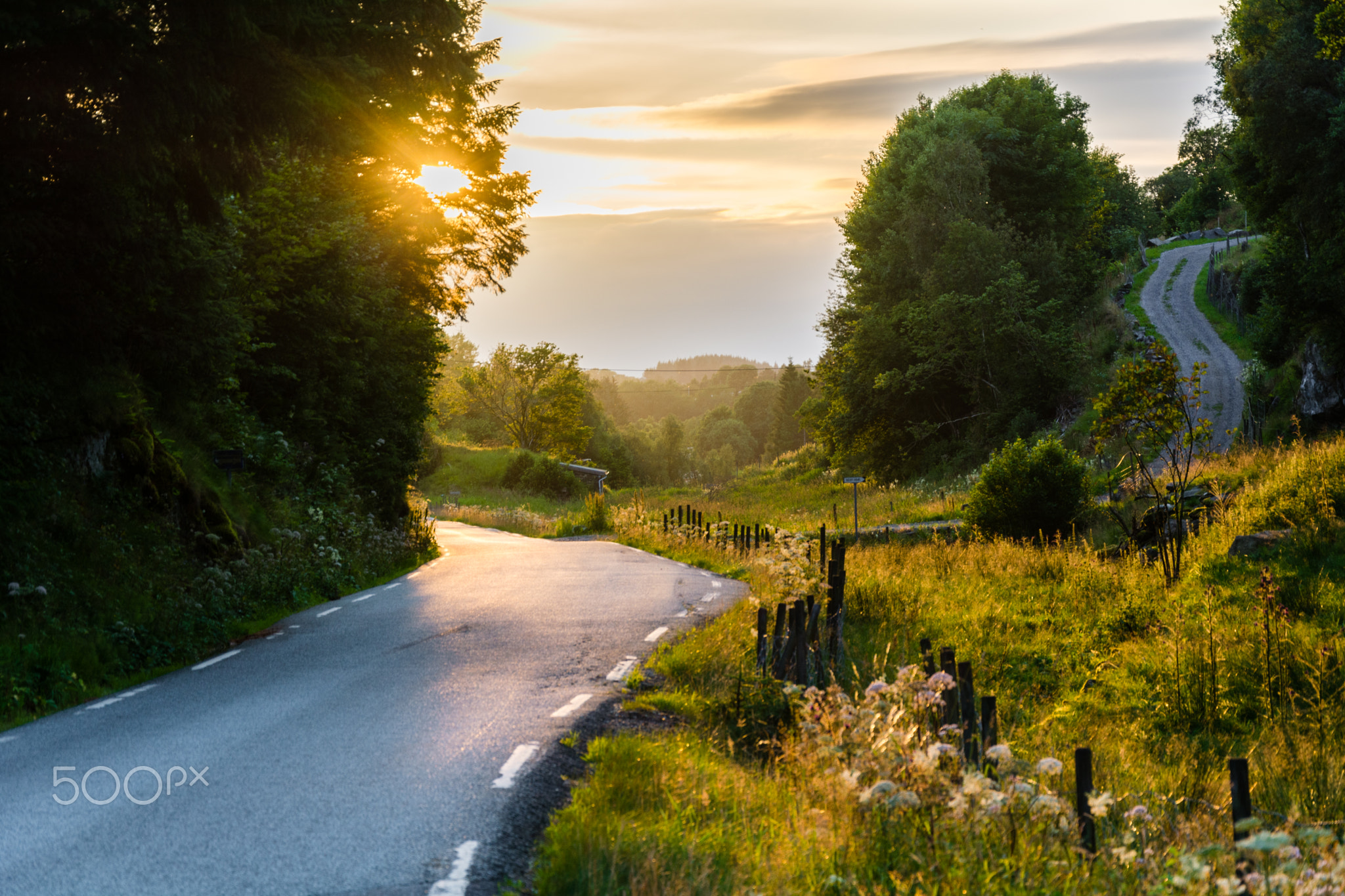
Landsväg på ön Radøy.
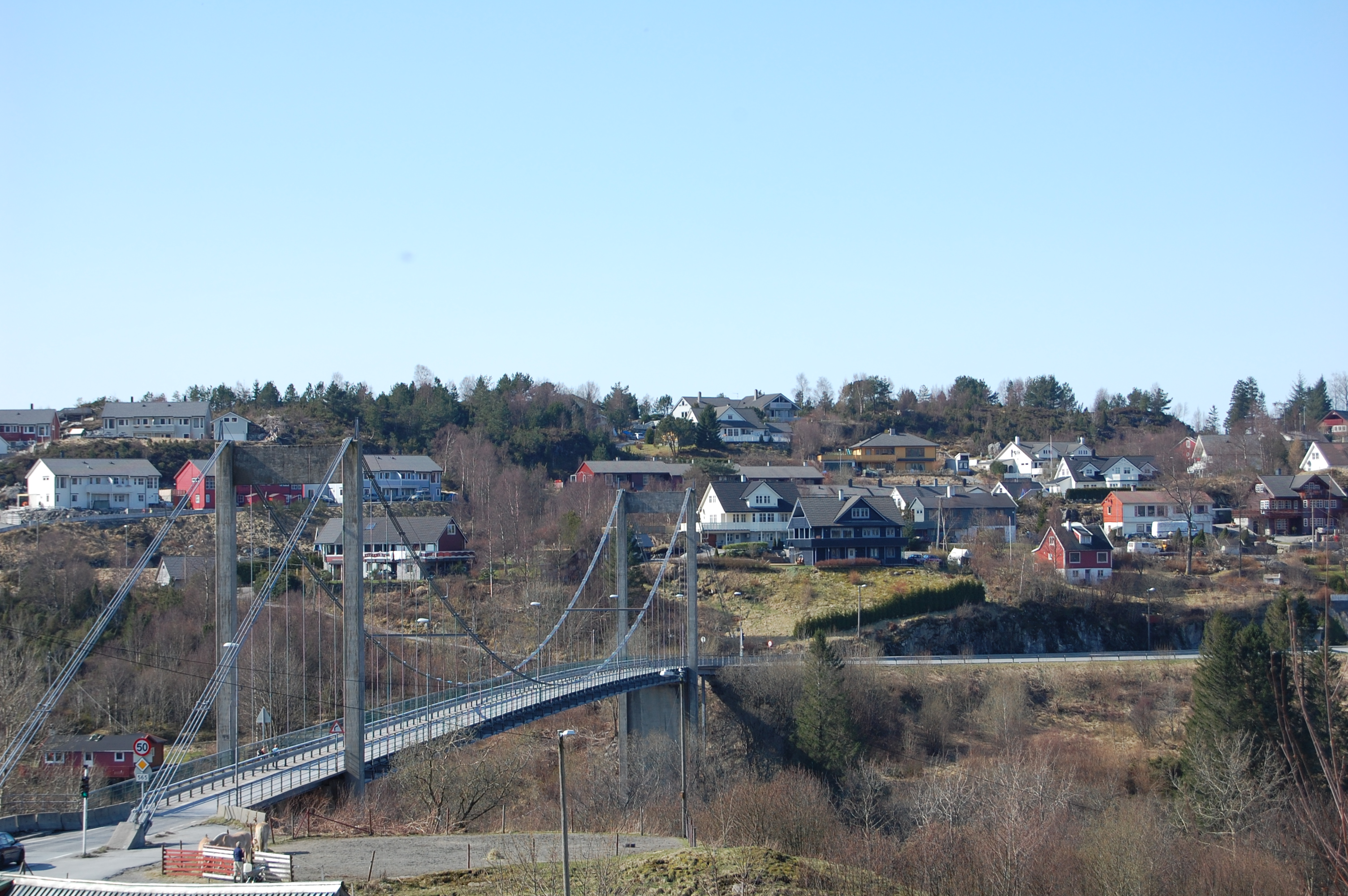
Alversundsbron förbinder ön Radøy med fastlandet.
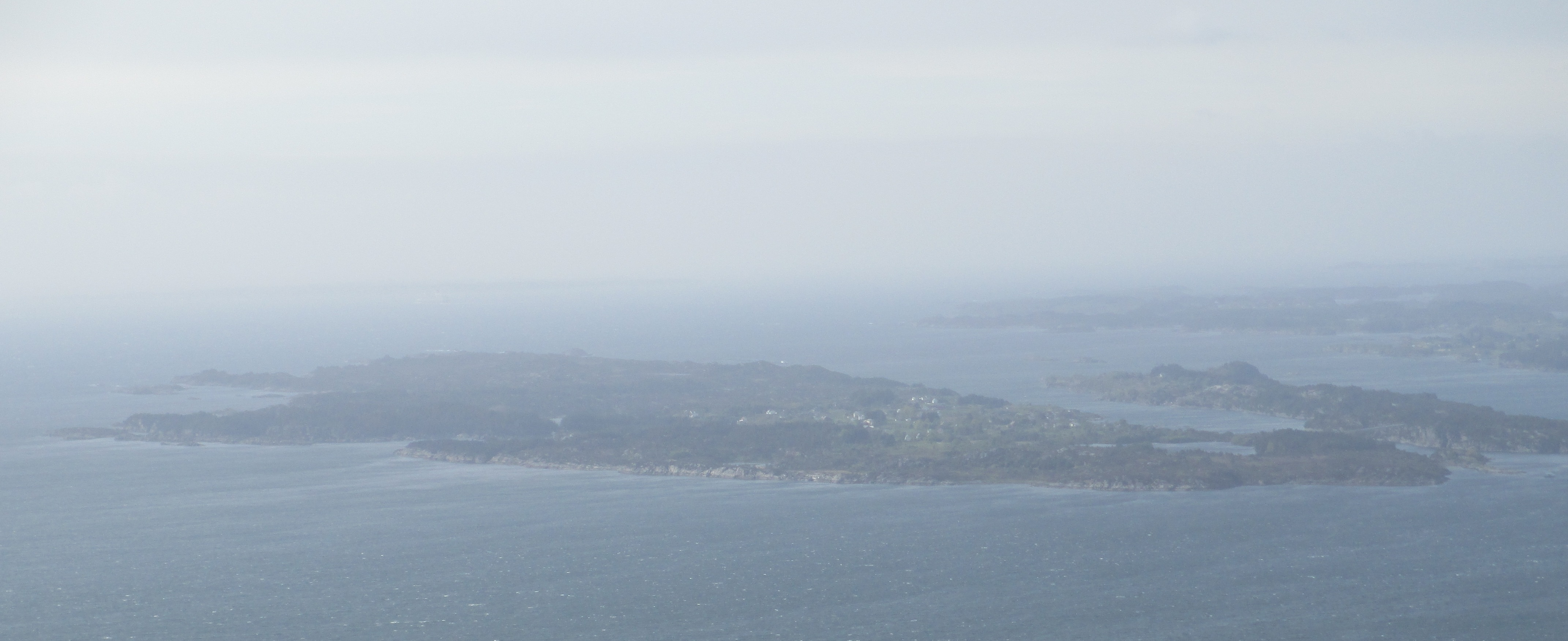
Ön Toska.